# ATSE Graz Eishockeysektion
Die Eishockeysektion des ATSE Graz wurde im Jahr 1947 gegründet. Der ATSE ist die bisher einzige steirische Eishockeymannschaft, die den österreichischen Meistertitel gewinnen konnte (1975 und 1978). 1980 stieg die Sektion aus der Bundesliga in die Nationalliga ab, deren Titel der ATSE 1981 gewann. Sowohl 1981 als auch 1985 verzichtete der ATSE auf einen möglichen Aufstieg in die Bundesliga.
1988/89 wurde der ATSE Graz hinter dem Kapfenberger SV zweiter der Nationalliga und entschied sich für einen Aufstieg in die Bundesliga. In der gleichen Saison schaffte der UEC Graz den Aufstieg in die Nationalliga. Im April 1990 kam es zur Fusion der beiden Vereine zum EC Graz. Dabei wurde beschlossen, dass der Namenszusatz ATSE in der Saison 1990/91 vorübergehend noch geführt, aber künftig weggelassen werde. Der EC Graz erreichte unter Präsident Hannes Kartnig drei Vizemeistertitel und wurde 1998 aus finanziellen Gründen aufgelöst.
Im März 2008 wurde die Sektion durch die Umbenennung des in der steirischen Hobbyliga (NHL Graz) spielenden EHC Blau-Weiss Graz wiedergegründet, stellte den Spielbetrieb in der Nationalliga 2012 wieder ein, und stieg mit der verbliebenen Landesliga-Mannschaft ab 2014 in der Steirischen Eliteliga ein, die 2016 und 2019 gewonnen wurde.
Seit 2021 spielt der ATSE in der neu gegründeten dritten Liga, der Ö Eishockeyliga (ÖEL).

## Der ATSE in den Jahren 1947 bis 1990

### Entstehung
Die Gründung der Sektion erfolgte im Jahr 1947 als ATUS Eggenberg. Das erste offizielle Spiel fand am 26. Jänner 1947 gegen den SV Straßgang statt und wurde mit 15:4 gewonnen. Am 8. Februar folgte mit einem 0:36 die Rekordniederlage gegen Straßenbahn Wien. Ab der Saison 1948/49 spielte man in der Landesliga, als Spielstätte wurde ein Freiplatz bei der Karl-Morre-Schule geschaffen, der 1949 eröffnet wurde. Das Eröffnungsspiel am 16. Jänner 1949 gewann ATUS Eggenberg gegen Mürzzuschlag mit 4:2 Betreuer der ersten Mannschaften und Eishockey-Sektionsleiter war Hans Dobida. Vor der Saison 1959/60 wurden die Ligen umstrukturiert, der ATUS spielte fortan in der B-Liga/Ost, im Jahr darauf in der B-Liga/Südost und in den folgenden beiden Jahren in der B-Liga/Süd.

### ATSE
Die Umbenennung von ATUS auf ATSE erfolgte im Jahr 1960, im November 1970 erweiterte man aufgrund des neuen Namenssponsors auf ATSE-Long Life. Im Jahr 1963 sicherte sich der ATSE mit einem zweiten Platz in der B-Liga Süd die Teilnahme am Aufstiegsturnier und fixierte gegen Pradl/Innsbruck den Aufstieg in die Bundesliga, in der man bis 1966 in der „unteren Hälfte“ spielen musste und daher auch nicht um den Meistertitel mitspielte. Im Jahr 1963 wurde auch das Eisstadion Graz-Liebenau erbaut, das ab der Saison 1964/65 zur Heimstätte des ATSE wurde. Nach einem 2. Platz in der Saison 1963/64 gewann man diese Gruppe in den beiden folgenden Saisons deutlich, ab 1967 spielte der ATSE in der höchsten Bundesliga. 1965 wurde mit Miro Kubera aus der ehemaligen ČSSR ein professioneller Trainer geholt, einen Meilenstein stellte die Verpflichtung des über 150-fachen ČSSR-Nationalspielers František „Franta“ Tikal dar, der von 1968 bis 1971 als Spielertrainer fungierte, dar. Ab 1972 folgte ihm in dieser Funktion der Russe Anatolj „Tole“ Kozlov. In den Saisons 1970/71 und 1972/73 erreichte der ATSE den Vizemeistertitel, jeweils hinter dem EC KAC. In der Saison 1974/75 konnte der ATSE schließlich den ersten Meistertitel erringen und unterbrach damit die Serie des KAC, der seit 1964 elfmal in Serie den Titel gewonnen hatte. Der siegreichen Mannschaft gehörte auch der spätere steirische Landeshauptmann Franz Voves an. Nach zwei weiteren Titeln des KAC konnte der ATSE in der Saison 1977/78 seinen zweiten Meistertitel gewinnen.

### Meistermannschaft 1975
Tor: Franz Schilcher, Michael Rudman

Verteidigung: Michael Herzog, Helmut Jäger (Kapitän), Karl Lang, Walter Primus, Othmar Russ

Stürmer: Kurt Hilgarth, Anatolj Kozlov, Manfred Nitsch, Herbert Platzer, Werner Schilcher, Gerald Schuller, Erich Timischl, Franz Voves, Viktor Kungurtsev, Peter Wetzer, Max Moser, Kurt Hirländer

Trainer: Anatolj Kozlov (Spielertrainer)

Sektionsleiter: Hans Dobida

### Meistermannschaft 1978
Tor: Franz Schilcher, Michael Rudman

Verteidigung: Othmar Russ, Michael Herzog

Stürmer: Jim Boyd, Kurt Hilgarth, Emil Holper, Bill Klatt, Max Moser, Manfred Nitsch, Herbert Platzer, Werner Schilcher, Gerald Schuller, Erich Timischl

?: Klaus Dobida, Josef Ettinger, Franz Rojak, Karl Plesnicar, Peter Plesnicar

Trainer: Helmut Jäger

### International
Durch die beiden Meistertitel spielten die Grazer in der jeweils folgenden Saison im Europapokal. Bei der ersten Teilnahme 1975/76 scheiterte man in der zweiten Runde am SC Bern. In der Saison 1978/79 konnten man in der ersten Runde den Ferencvárosi TC (Ungarn), in der zweiten Runde den HC Bozen (Italien) und in der dritten Runde den SC Riessersee (Deutschland) besiegen. Im Halbfinalspiel um den Einzug in die Runde der letzten 4 Mannschaften hätte man auf Skellefteå AIK treffen sollen – aus finanziellen Gründen entschied der ATSE sich aber für einen Rückzug aus dem Bewerb.

### Bekannte Spieler
- František „Franta“ Tikal, 152-facher ČSSR-Teamspieler und dreimal weltbester Verteidiger (von 1968 bis 1971 Spielertrainer beim ATSE).
- Anatolj „Tole“ Kozlov (UdSSR), Spielertrainer ab 1972
- Hans Dobida, Spieler, Trainer und Sektionsleiter beim ATSE, später Präsident des Österreichischen Eishockeyverbandes, seit 1998 Präsidiumsmitglied und Mitglied des Exekutivkomitees des IIHF.
- Franz Voves, Spieler von 1967 bis 1977, 75-facher Nationalspieler, später Sektionschef bzw. Obmann des ATSE, 2005 bis 2015 Landeshauptmann der Steiermark.
- Dieter Kalt sen., ATSE-Spieler von 1967 bis 1969, mehrfacher Österreichischer Meister mit dem KAC, 81-facher Nationalspieler, später Schiedsrichter und Trainer, von 1996 bis 2016 Präsident des Österreichischen Eishockeyverbandes.

## AusbildungsTeam Steirischer Eishockeyspieler (EC ATSE)
Einige Zeit nachdem der ATSE seinen Betrieb eingestellt hatte, wurde von Joe Laimer unter dem Namen EC ATSE Graz ein neuer Verein gegründet, der in der steirischen Elita-Liga (einer steirischen Landesliga) spielt. Der Verein steht in keinem Bezug zur Eishockeysektion des ATSE Graz.

## Der ATSE ab 2008

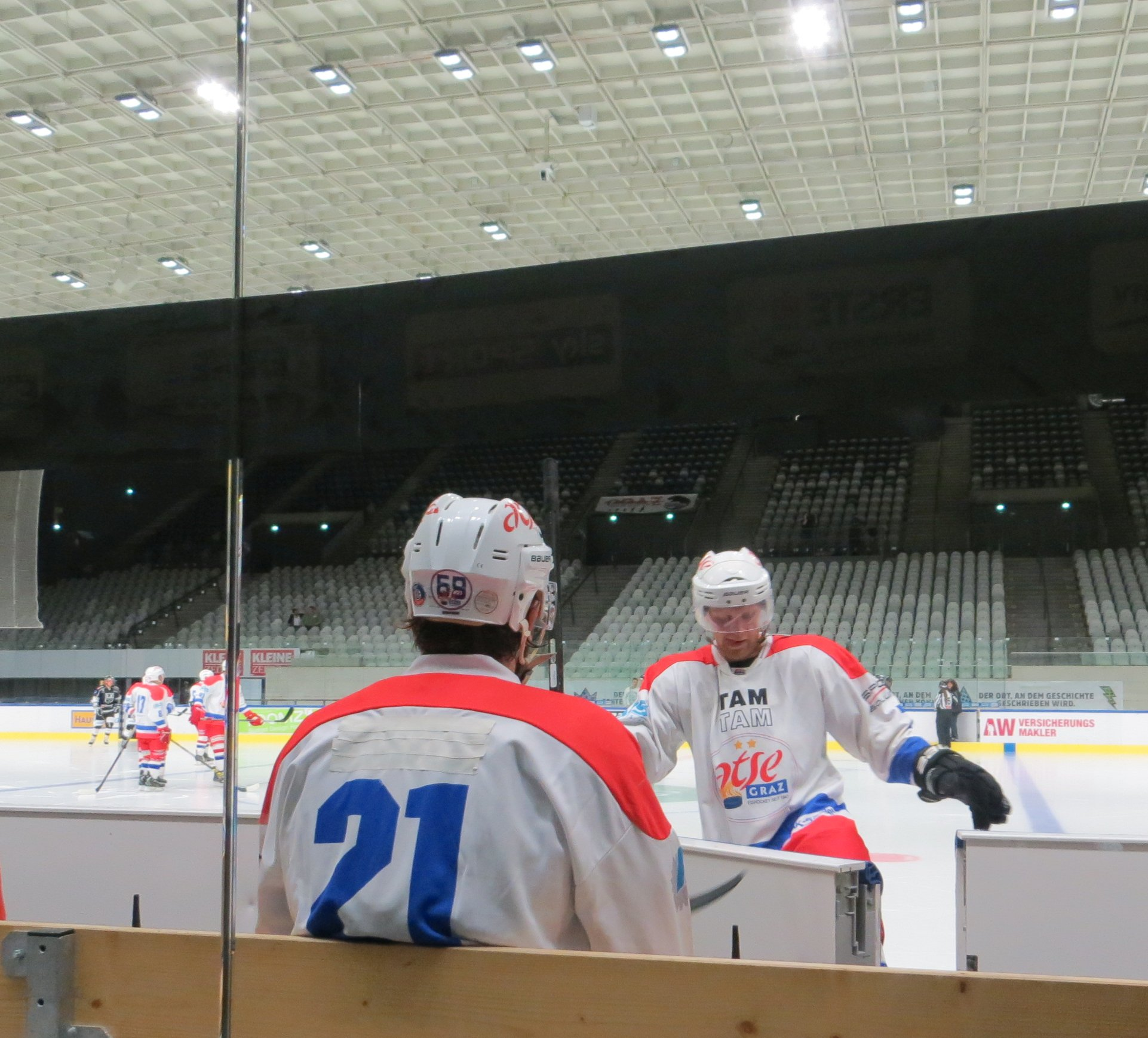
Spiel des ATSE 2016 in Liebenau

### Die Neugründung des ATSE im Jahr 2008
Im Jahr 2008 kam es durch eine Gruppe rund um den zweifachen Meister Werner „Buffy“ Schilcher und Klaus Turin zur Neugründung der Eishockeysektion des ATSE Graz. Dies wurde durch die Umbenennung des EHC Blau-Weiss Graz und der Aktivierung der stillgelegten Eishockeysektion erreicht. Bereits am 4. März 2008 trat die Mannschaft bei einem Playoff-Spiel der Grazer Hobbyliga (NHL) in den traditionellen ATSE-Trikots an. Ab der Saison 2008/09 spielte der ATSE mit Mannschaften in der Oberliga, der steirischen Eliteliga und der steirischen Landesliga. Als Ziel für die Oberliga-Mannschaft wurde der Aufstieg in die Nationalliga vorgegeben. Ein besonderer Schwerpunkt sollte auch auf die Jugendarbeit und die Förderung einheimischer Spieler gelegt werden. Der ATSE kooperierte zeitweise mit dem Nationalligaverein Kapfenberger SV und dem Bundesligisten EC VSV.

### Meister der Oberliga und Aufstieg in die Nationalliga
Schon vor Beginn der ersten Saison des „ATSE neu“ wurde von der Vereinsführung der Aufstieg in die Nationalliga als Ziel vorgegeben. Die Oberliga bestand in der Saison 2008/09 nur aus vier Vereinen, der ATSE beendete den Grunddurchgang auf Platz zwei hinter den Tarco Wölfen aus Klagenfurt. Vor dem Halbfinale verstärkte sich der ATSE noch kurz vor Ablauf der Transferfrist mit den Slowenen Jaka Avgustinic und Dejan Kontrec von HDD Olimpija Ljubljana, um das Saisonziel nicht zu gefährden. In den Play-offs konnte der ATSE dann die Weiz Bulls mit zwei Siegen aus dem Bewerb nehmen, im Finale gegen die Tarco Wölfe wurde nur das erste Spiel verloren, der ATSE gewann die Serie mit 3:1. Auf seiner Homepage hatte der ATSE bereits angekündigt, den Aufstieg in die Nationalliga anzunehmen. Aufgrund der Probleme mit dem Teilnehmerfeld der zweiten Liga (siehe Nationalliga 2009/10) und des Rückzugs der übrigen steirischen Mannschaften zog der Verein seine Nennung für die Nationalliga jedoch zurück und verblieb in der Oberliga. Erst mit der Saison 2010/11 stieg der ATSE in die Nationalliga ein und schaffte auf Anhieb den Halbfinaleinzug.
In der Saison 2011/12 schaffte der ATSE sogar den Einzug in das Playoff-Finale, anschließend wurde der Spielbetrieb der Kampfmannschaft eingestellt.

### Eliteliga
Die in der Landesliga spielende Zweitmannschaft (ATSE Graz II) ging nun dort mit der Saison 2012/13 als ATSE Graz an den Start und stieg in der Saison 2014/15 in die neu belebte Eliteliga ein.
In der Saison 2015/16 gewann der ATSE im Playoff gegen den EV Zeltweg den Meistertitel in der steirischen Eliteliga.
2018/19 gewann der ATSE ebenfalls im Finale gegen EV Zeltweg und sicherte sich zum zweiten Mal den Titel in der steirischen Eliteliga.